# Dunkerintressen

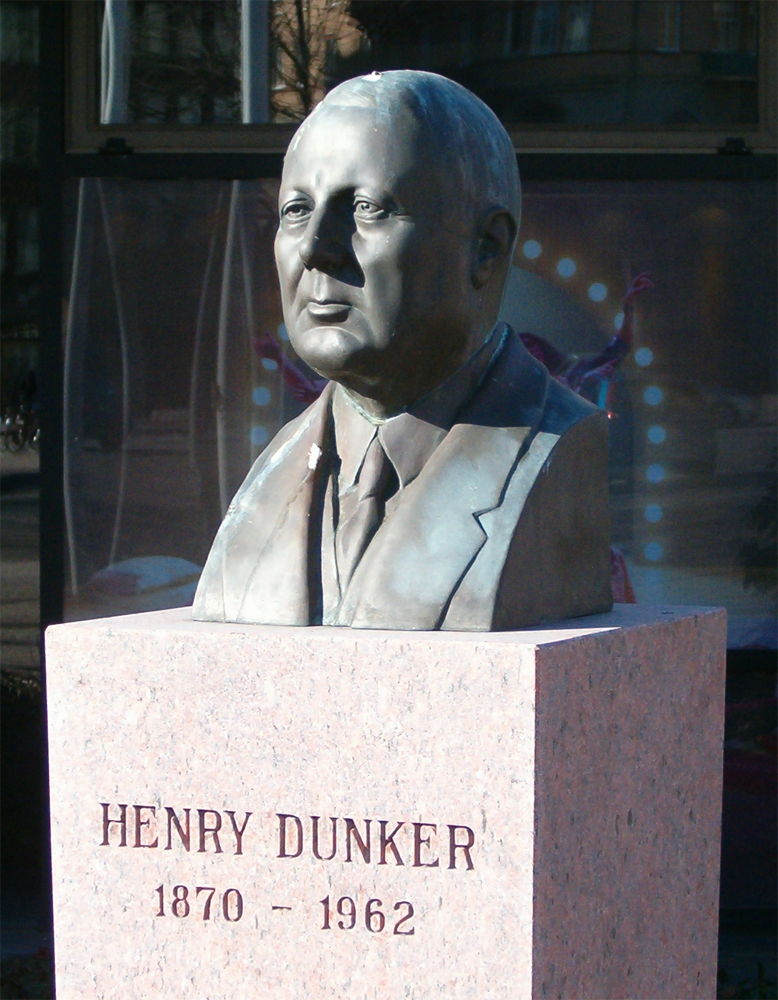
Byst av Henry Dunker utanför Stadsteatern i Helsingborg.

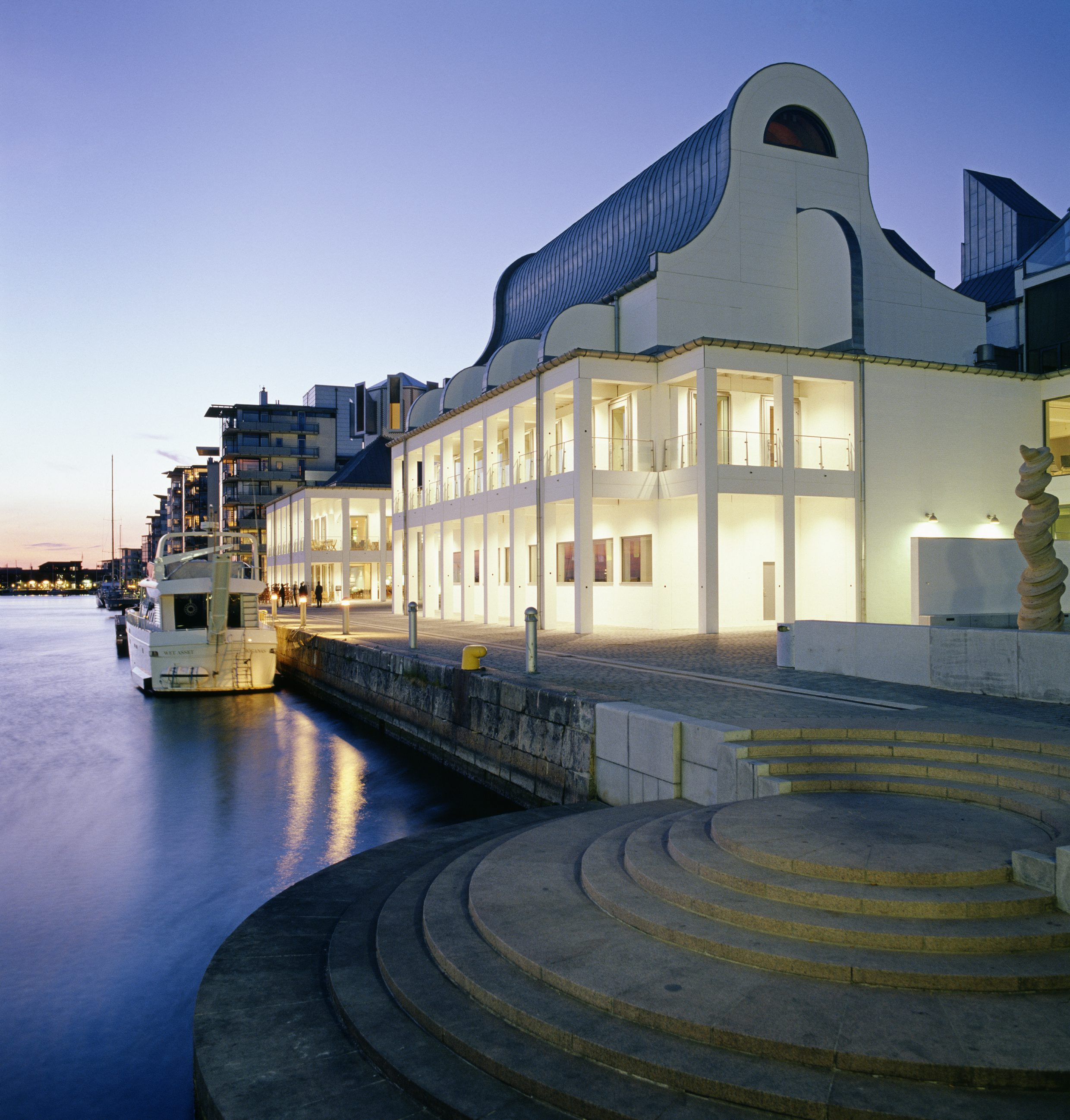
Dunkers kulturhus.

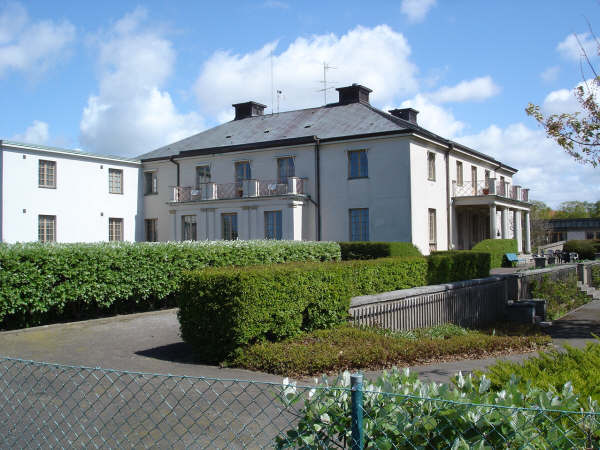
Villa Hevea.

Dunkerintressen är en ägarstiftelse som innehar aktiemajoriteten i gummikoncernen Trelleborg AB. Organisationen består av de två stiftelserna Henry och Gerda Dunkers donationsfond nr 2 och Henry och Gerda Dunkers stiftelse, som skapats genom arvet från ägaren av Trelleborg AB och Tretorn, Henry Dunker. 

## Verksamhet
Då Henry Dunker dog barnlös 1962 efterlämnade han sig en av de största förmögenheterna i Sverige. I sitt testamente placerade Dunker 58 miljoner kronor, motsvarande drygt 550 miljoner i dagens penningvärde, i en donationsfond och en stiftelse. Efter arvsskatt uppgick summan till runt 35 miljoner kronor.
Dunkerintressen äger 13,6% av aktiekapitalet och 55,6% av rösterna i Trelleborg AB, samt innehar mindre aktieposter i bland annat Melker Schörling AB. Den 31 december 2001 uppgick värdet av fonden och stiftelsen till 1,2 miljarder kronor, varav aktierna i Trelleborgs AB utgjorde 960 miljoner. Donationsfonden och stiftelsen förvaltas av en styrelse, vars huvuduppgift är att följa och utveckla Trelleborgs AB, samt skapa tillväxt för fondens tillgångar. För att bibehålla en lokal anknytning till Helsingborg angav Dunker i sitt testamente att tre av styrelsens ledamöter ska vara bosatta i Helsingborg.

### Henry och Gerda Dunkers donationsfond
Donationsfonden är den största av de två stiftelserna och förvaltar även företagen Henry Dunkers förvaltning AB, Förvaltningsaktiebolaget HD och Aktiebolaget Hevea. Från avkastningen av denna skulle det enligt testamentet fonderas en del som kapitalökning, medan större delen av den resterande summan skall gå till "ett för helsingborgarna gagneligt, självständigt ändamål" och disponeras därför av Helsingborgs stad. En mindre del har fördelats till avkomsträttigheter till paret Dunkers syskon, syskonbarn och deras barn (totalt tre generationer). 
Med pengarna har Helsingborgs stad kunnat uppföra byggnader som Helsingborgs stadsteater, Kulturmagasinet, Grafiska museet och Dunkers kulturhus. Pengar från fonden har även använts för att bygga nya läktare på idrottsplatsen Olympia, vilket var något kontroversiellt då Dunker själv var totalt ointresserad av sport. År 2008 var avkastningen från fonden cirka 55 miljoner kronor, varav ungefär 30 miljoner gick till Helsingborgs stad och ungefär 25 miljoner till avkomsttagarna.

### Henry och Gerda Dunkers stiftelse
Stiftelsen grundades redan 1953 och hade då till uppgift att erbjuda vård för äldre inom Helsingborgs stad och bidra med pengar till cancerforskning. Efter Dunkers död övertog stiftelsen paret Dunkers bostad, Villa Hevea och driver sedan dess det Dunkerska sjukhemmet i byggnaden. År 1971 byggdes villan ut genom en tillbyggnad i ett plan öster om byggnaden. Till en början drevs verksamheten av Malmöhus läns landsting, men togs 1992 över av Helsingborgs stad och blev en del av stadens vårdboenden. Numera går hela stiftelsens avkastning till driften av sjukhemmet. Denna uppgick år 2008 till 10,5 miljoner kronor.

### Webbkällor
- FAQ - Dunkerintressena och Trelleborg. Trelleborg AB, senast uppdaterad 3 mars 2009. Läst 1 augusti 2009.